# Szypicyno
Szypicyno (ros. Шипицыно) – osiedle typu miejskiego w północnej Rosji, na terenie obwodu archangielskiego, w północno-wschodniej Europie.
Miejscowość liczy 3756 mieszkańców (1 stycznia 2005 r.).